# 長背広足
長背 広足（ながせ の ひろたり、生没年不詳）は、奈良時代中期から後期にかけての官人。氏は長瀬とも記される。氏姓は狛連のち長背連。外正六位下・狛文麻呂の子とする系図がある。官位は外従五位下・西市正。

## 出自
狛氏は高句麗第23代国王安原王の後裔を称する高句麗系渡来氏族。欽明天皇26年（565年）高句麗より筑紫に渡来した頭霧唎耶陛を安原王の子とし、以降広足まで繋げる系図がある。姓は首または造。

## 経歴
称徳朝の天平宝字2年（758年）一族の浄足3人とともに、狛連から長背連に改姓した（この時の官位は正六位上・散位大属）とある。同時に朝鮮半島系の渡来系氏族である余益人らも百済朝臣、高麗浄日らも多可連に改姓している。同年7月に広足は少初位上・秦常陸を経師として貢進している。
同年10月に広足は文部省から出された宣として、「坤宮官大弼の巨勢卿（巨勢堺麻呂）の宣によって、儀仗旗製作のために後家河万呂・十市和万呂・小治田乙成ら3名を召喚せよ」という内容の散位寮牒を東大寺写経所に送る。写経所側からは3人には写経の作業が終わっていないため、3日間でそれを終わらせるという返事があった。それに対して広足が「写経のことは来年に廻してもよいが、儀仗旗製作の方が至急である」という上官からの命令を写経所に伝えた結果、写経所からの3名の現状が伝えられている（河万呂は病で休暇中、和万呂は辰時に文部省に出向する、乙成は見参可能）。この儀仗旗は淳仁天皇の大嘗祭に用いるものであったが、天皇は即位以前から藤原仲麻呂の田村第に住んでおり、その旗の製作は仲麻呂ら権力中枢の肝煎事業であった。また、坤宮官は紫微中台を改組したもので仲麻呂の強い影響下にあり、この官司が文部省・散位寮を通じて3名の召喚を東大寺写経所に通達してきたのであった。
藤原仲麻呂の乱において功労があったらしく、称徳朝の天平神護元年（765年）正月に弓削牛養・百済安宿奈登麻呂・金刺舎人八麻呂らとともに外従五位下に昇叙する。
光仁朝では宝亀7年（776年）3月に園池正に任ぜられるが、まもなく高市屋守と官職を交代して西市正に遷った。

## 官歴
注記のないものは『続日本紀』による。
- 時期不詳：散位大属。正六位上
- 天平宝字2年（758年） 6月4日：狛連から長背連に改氏姓
- 天平神護元年（765年） 正月7日：外従五位下
- 神護景雲2年（768年） 日付不詳：見散位[7]
- 宝亀7年（776年） 3月5日：園池正。3月8日：西市正

## 系譜
- 父：狛文麻呂[3]
- 母：不詳
- 生母不詳の子女
  - 男子：長背麻佐[3]
  - 男子：長背常成[3]